# كلينتون روزفلت
كلينتون روزفلت هو سياسي أمريكي، ولد في 3 نوفمبر 1804 في نيويورك في الولايات المتحدة، وتوفي في 8 أغسطس 1898. نشط حزبياً في الحزب الديمقراطي. وقد انتخب عضو جمعية ولاية نيويورك ‏.